# Craig Sibbald
Craig Sibbald (* 18. Mai 1995 in Falkirk) ist ein schottischer Fußballspieler, der bei Dundee United unter Vertrag steht.

## Karriere

### Verein
Craig Sibbald begann seine Laufbahn in seiner Geburtsstadt beim FC Falkirk. Als Teil der U-17-Mannschaft des Vereins debütierte er 2011 im Alter von 16 als Profi. Am 23. Juli 2011 debütierte er in der 1. Runde des Challenge Cup gegen Brechin City. Am Ende der Saison gewann Falkirk mit Sibbald in der Startelf das Endspiel in diesem Wettbewerb gegen Hamilton Academical mit 1:0. Trotz seines jungen Alters war Sibbald mit 26 Ligaspielen in seiner ersten Profisaison für den Zweitligisten häufig im Einsatz. Am 17. Dezember 2011 hatte er beim 5:1-Auswärtserfolg gegen Queen of the South sein erstes Tor in der 2. Liga erzielt als er doppelt traf. Ab der Saison 2013/14 war Sibbald Stammspieler in Falkirk. In den Spielzeiten 2014/15, 2015/16 und 2016/17 verpasste er kein Ligaspiel beim Zweitligisten. In den Jahren 2014, 2016 und 2017 scheiterte er am Aufstieg in die erste Liga, als das Team jeweils in den Aufstieg-Play-offs unterlag. Nach 214 Ligaeinsätzen und 30 Toren erhielt er am Ende der Saison 2017/18 keinen neuen Vertrag angeboten. Er wechselte daraufhin im Mai 2018 zum schottischen Erstligisten FC Livingston.

### Nationalmannschaft
Craig Sibbald spielte zwischen den Jahren 2010 und 2011 dreimal in der schottischen U-16-Nationalmannschaft. Im Jahr 2012 kamen zwei Länderspiele in der U-17 hinzu.